# Arena football
Arena football (halowy futbol amerykański) – sport drużynowy, w którym uczestniczą dwa ośmioosobowe zespoły.

## Historia
Jest to dosyć młoda odmiana futbolu, powstała w 1981. W 1987 powstała liga AFL, założona przez Jamesa F. Fostera, byłego szefa zarządu ligi NFL.

## Przepisy

### Boisko
- Długość 50 jardów (45,72 metrów)

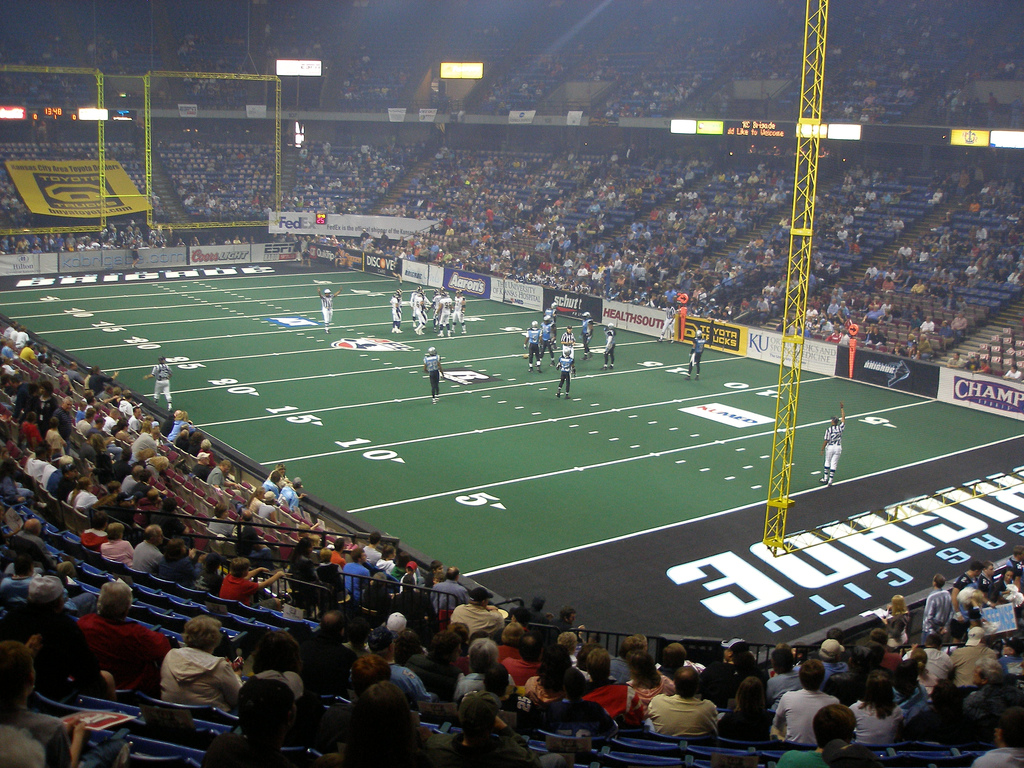
Mecz AFL na Kemper Arena w Kansas City

- Szerokość 28 jardów (25,6032 metrów)
- Długość pola punktowego 15 jardów (13,716 metrów)
- Arena jest otoczona bandami
- Na obu końcach są dwie siatki. Pomiędzy nimi jest przestrzeń (podobne do bramek w NFL)
- Odległość między siatkami 2 jardy (1,8288 metrów)
- Wysokość poprzeczki 2 jardy (1,8288 metrów)
- Wysokość siatek i bramki 28 jardów (25,6032 metrów)

### Czas gry
Cztery 15 minutowe kwarty. Występuje coś takiego jak one minute warning, polega to na zatrzymywaniu zegara, gdy następuje przerwa w grze w ostatniej minucie meczu.

### Zdobywanie punktów
- Można zdobyć punkty poprzez:
  - touchdown (przyłożenie) - gdy zawodnik z piłką stanie na polu punktowym
  - field goal (kop na bramkę) - gdy kopacz trafi piłką między słupy

### Kary
Tak samo jak w futbolu amerykańskim

## Zawodnicy
Zawodnicy dzielą się tak jak w NFL, na:
- offense (napastnik)
- defense (obrońca)
- quarterback (rozgrywający)
- kicker (kopacz)